# Psettichthys melanostictus
Psettichthys melanostictus är en fiskart som beskrevs av Girard, 1854. Psettichthys melanostictus ingår i släktet Psettichthys och familjen flundrefiskar. Inga underarter finns listade i Catalogue of Life.